# Брухмюльбах-Мизау
Брухмюльбах-Мизау (нем. Bruchmühlbach-Miesau) — община в Германии, в земле Рейнланд-Пфальц. 
Входит в состав района Кайзерслаутерн. Подчиняется управлению Брухмюльбах-Мизау.  Население составляет 7403 человека (на 31 декабря 2010 года). Занимает площадь 26,86 км².
Коммуна подразделяется на 5 сельских округов.